# 蕃字洞
蕃字洞，早期又稱為「蘭字洞」，為台灣一海蝕洞穴，位置在基隆市和平島北端、一處小巖石山腰上；洞內巖壁刻有字跡，其字跡為荷蘭人所刻，約刻於1664年至1667年。